# Тагиев, Тачберды Тагиевич
Тачберды Тагиевич Тагиев (туркм. Täçberdi Tagyýew; род. 1955, Этрекский этрап, Красноводская область, Туркменская ССР, СССР) — туркменский государственный деятель.

## Биография
Родился в Кизыл-Атрекском районе Красноводской области.
В 1977 году окончил Туркменский политехнический институт по специальности «бурение и эксплуатация нефтяных и газовых залежей».
В 1977 году начал трудовую деятельность начал в качестве оператора, затем работал начальником смены, начальником цеха № 2 нефтегазодобывающего управления «Небитдагнефть».
С 1993 по 1997 годы — председатель НГДУ «Камышлыджанефть» Государственного концерна «Туркменнефть».
В 1997 году назначен заместителем председателя Государственного концерна «Туркменнефть». В 1998 году — первым заместителем председателя концерна.
С 15 ноября 2002 года по октябрь 2003 года был министром нефтегазовой промышленности и минеральных ресурсов Туркменистана, с испытательным сроком 6 месяцев.
С октября 2003 года по 3 марта 2006 года был хякимом Балканского велаята.
С 3 марта 2006 года по 18 февраль 2007 года — генеральный директор Туркменбашинского комплекса нефтеперерабатывающих заводов.
C 18 по 23 февраля 2007 года — государственный министр, председатель Государственного концерна «Туркменгаз».
C 23 февраля 2007 года до 10 июля 2009 года — заместитель председателя Кабинета Министров Туркменистана. Одновременно, с февраля 2007 года — заместитель председателя и исполнительный директор Государственного фонда по развитию нефтегазовой промышленности и минеральным ресурсам Туркменистана.
С 10 июля 2009 года по 23 февраля 2012 года — директор Сейдинского нефтеперерабатывающего завода.
С 23 февраля 2012 года — генеральный директор Туркменбашинского комплекса нефтеперерабатывающих заводов, освобожден от должности за серьезные недостатки, допущенные в работе 23 октября 2014 года.

## Награды
- Орден «Гарашсыз Туркменистана болан бейик сойгуси учин»
- Юбилейная медаль «Ватана болан сойгуси учин»
- Медаль «Гайрат»